# Androcryphia
Androcryphia là một chi rêu trong họ Pelliaceae.